# 戈亞斯體育會
戈亞斯，或译戈伊亚斯，是一間巴西球會，位於戈亞斯州戈亞尼亞市。

## 歷史
在1943年4月6日，Lino Barsi在家裡和友人開會，成立了戈亞斯。在1973年，球會升上巴西足球甲級聯賽。
在1998年，球會加入了Clube dos 13(這是一個由巴西實力最強的球會組成的組織)。

## 榮譽
- 巴西足球乙級聯賽冠軍(1):1999年
- 州聯賽冠軍(21):1966, 1971, 1972, 1975, 1976, 1981, 1983, 1986, 1987, 1989, 1990, 1991, 1994, 1996, 1997, 1998, 1999, 2000, 2002, 2003, 2006
- 巴西杯亞軍(1):1990

## 歷屆成績
| 年份   | 排名   | 年份   | 排名   | 年份   | 排名   | 年份   | 排名   |
| 1971年 | -      | 1981年 | 第24名 | 1991年 | 第15名 | 2001年 | 第10名 |
| 1972年 | -      | 1982年 | 第33名 | 1992年 | 第17名 | 2002年 | 第12名 |
| 1973年 | 第13名 | 1983年 | 第7名  | 1993年 | 第26名 | 2003年 | 第9名  |
| 1974年 | 第21名 | 1984年 | 第14名 | 1994年 | -      | 2004年 | 第6名  |
| 1975年 | 第17名 | 1985年 | 第35名 | 1995年 | 第8名  | 2005年 | 第3名  |
| 1976年 | 第30名 | 1986年 | 第23名 | 1996年 | 第4名  | 2006年 | 第8名  |
| 1977年 | 第35名 | 1987年 | 第13名 | 1997年 | 第19名 | 2007年 | 第16名 |
| 1978年 | 第14名 | 1988年 | 第13名 | 1998年 | 第22名 | 2008年 | 第8名  |
| 1979年 | 第7名  | 1989年 | 第10名 | 1999年 | -      | 2009年 | 第9名  |
| 1980年 | -      | 1990年 | 第10名 | 2000年 | 第10名 | 2010年 | 第19名 |

## 球場
戈亞斯的球場位於塞拉杜拉達，在1975年建成，能容納60,000人。

## 球迷组织
- Força Jovem Goiás
- Inferno Verde
- Piriquitões da Net

## 前球員
- Dimba
- Grafite
- Túlio

## 外部連結
- 官方網站 （页面存档备份，存于）